# Koronacja Matki Boskiej (obraz El Greca z San Jose)
Koronacja Matki Boskiej – obraz olejny hiszpańskiego malarza pochodzenia greckiego Dominikosa Theotokopulosa, znanego jako El Greco.

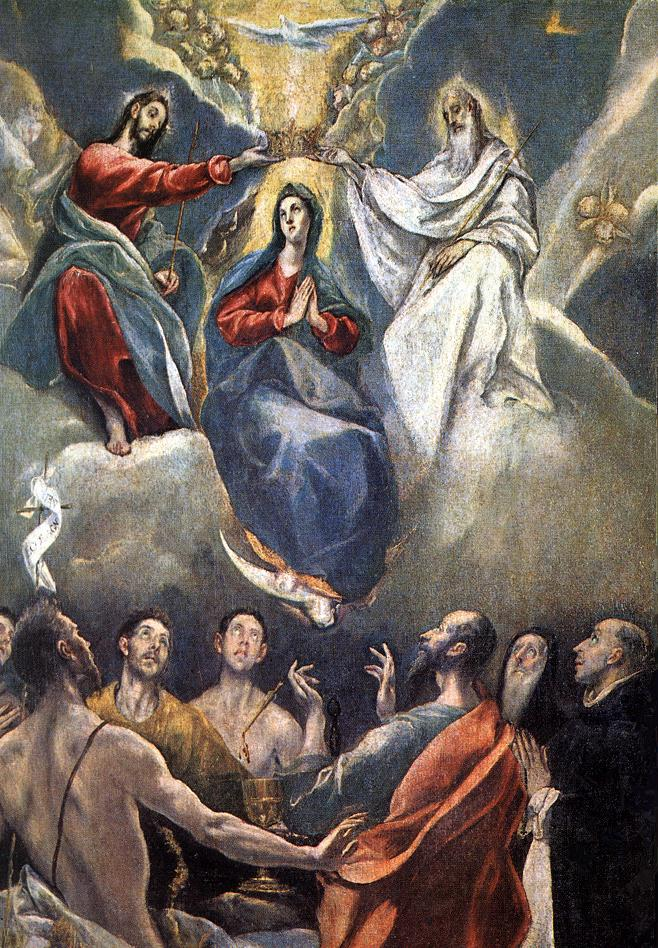
Wersja Koronacja Matki Boskiej z 1592, pierwowzór dla wersji z kaplicy św. Józefa

W 1597 roku El Greco otrzymał zlecenie na wykonanie kilku obrazów dla nowo wybudowanej kaplicy w Toledo, poświęconej św. Józefowi. Zleceniodawcą był profesor teologii na uniwersytecie w Toledo Martin Ramirez. 9 września artysta podpisał kontrakt na wykonanie trzech ołtarzy do dnia sierpniowego święta Matki Boskiej. Umowa bardzo szczegółowo określała zakres zlecenia: obraz do głównego ołtarza miał przedstawiać św. Józefa, nad nim miała znajdować się scena Ukoronowania Marii, a po jej bokach wizerunki dwóch innych świętych. Dodatkowo El Greco miał wykonać z rzeźbionego drewna ramy, pokryte złoceniami. Po namalowaniu dwóch pierwszych obrazów Święty Józef z Dzieciątkiem Jezus i Koronacja Matki Boskiej artysta stworzył dwa kolejne do naw bocznych pt. Święty Marcin i żebrak oraz Madonnę z Dzieciątkiem i świętymi.

## Opis obrazu
Kompozycja obrazu oparta jest na wcześniejszej wersji z Talavera la Vieja, Koronacja Matki Boskiej. Od oryginału ma bardziej wydłużone formy, a postacie świętych z dolnej części kompozycji zostały przesunięte wyżej ku grupie koronacyjnej, wręcz nakładając się na siebie. Dodatkowymi elementami są postacie apostołów: Jakuba i Jana Ewangelisty, który odwraca się w stronę widza. Świętemu Janowi El Greco nadał prawdopodobnie rysy swojego syna Jorge Manuela, co można porównać z późniejszym dziełem Portret artysty.